# Mario Ricci
Mario Ricci (Pàdua, Vèneto, 13 d'agost de 1914 - Como, 22 de febrer de 2005) va ser un ciclista italià que fou professional entre 1938 i 1950.
Durant la seva carrera professional aconseguí 25 victòries, d'entre les quals destaquen quatre etapes del Giro d'Itàlia, un Campionat d'Itàlia de ciclisme en ruta, dues edicions de la Volta a Llombardia i una etapa de la Volta a Catalunya.
Entre 1967 i 1972 fou comissari tècnic de la selecció nacional de ciclisme italiana. Durant aquests anys s'aconseguiren dos triomfs al Campionat del món de ciclisme: Vittorio Adorni, el 1968 a Imola, i Marino Basso, el 1972 a Gap.

## Palmarès
- 1932
  - 1r al Giro del Cigno
- 1941
  - 1r a la Volta a Llombardia
  - 1r al Giro de la província de Milà, amb Fausto Coppi
  - 1r al Circuit de la Fortezza
  - 1r de la Coppa Valle Scrivia
  - 1r a Bolonya
- 1942
  - 1r al Circuit de l'Imperi a Roma
  - 1r a Benevento
- 1943
  -  Campió d'Itàlia en ruta
- 1944
  - 1r de la Roma-Subiaco-Roma i vencedor de 2 etapes
- 1945
  - 1r a la Volta a Llombardia
  - 1r al Trofeu Matteotti
  - 1r a Bollate
  - Vencedor d'una etapa al Giro de les Quatre Províncies
- 1946
  - 1r a la Milà-Màntua
  - 1r a Bollate
  - Vencedor d'una etapa al Giro d'Itàlia
- 1947
  - 1r a la Coppa Bernocchi
  - Vencedor d'una etapa al Giro d'Itàlia
  - Vencedor d'una etapa al Tour de Romandia
- 1948
  - Vencedor d'una etapa al Giro d'Itàlia
- 1949
  - 1r a la Coppa Bernocchi
  - Vencedor d'una etapa al Giro d'Itàlia
- 1950
  - Vencedor d'una etapa a la Volta a Catalunya

### Resultats al Giro d'Itàlia
- 1939. Abandona (14a etapa)
- 1940. Abandona
- 1946. Abandona. Vencedor d'una etapa
- 1947. Abandona. Vencedor d'una etapa
- 1948. 33è de la classificació general. Vencedor d'una etapa
- 1949. 49è de la classificació general. Vencedor d'una etapa
- 1950. Abandona[2]

### Resultats al Tour de França
- 1949. 41è de la classificació general